# Centranthus angustifolius
Espèce
Classification APG IV (2016)

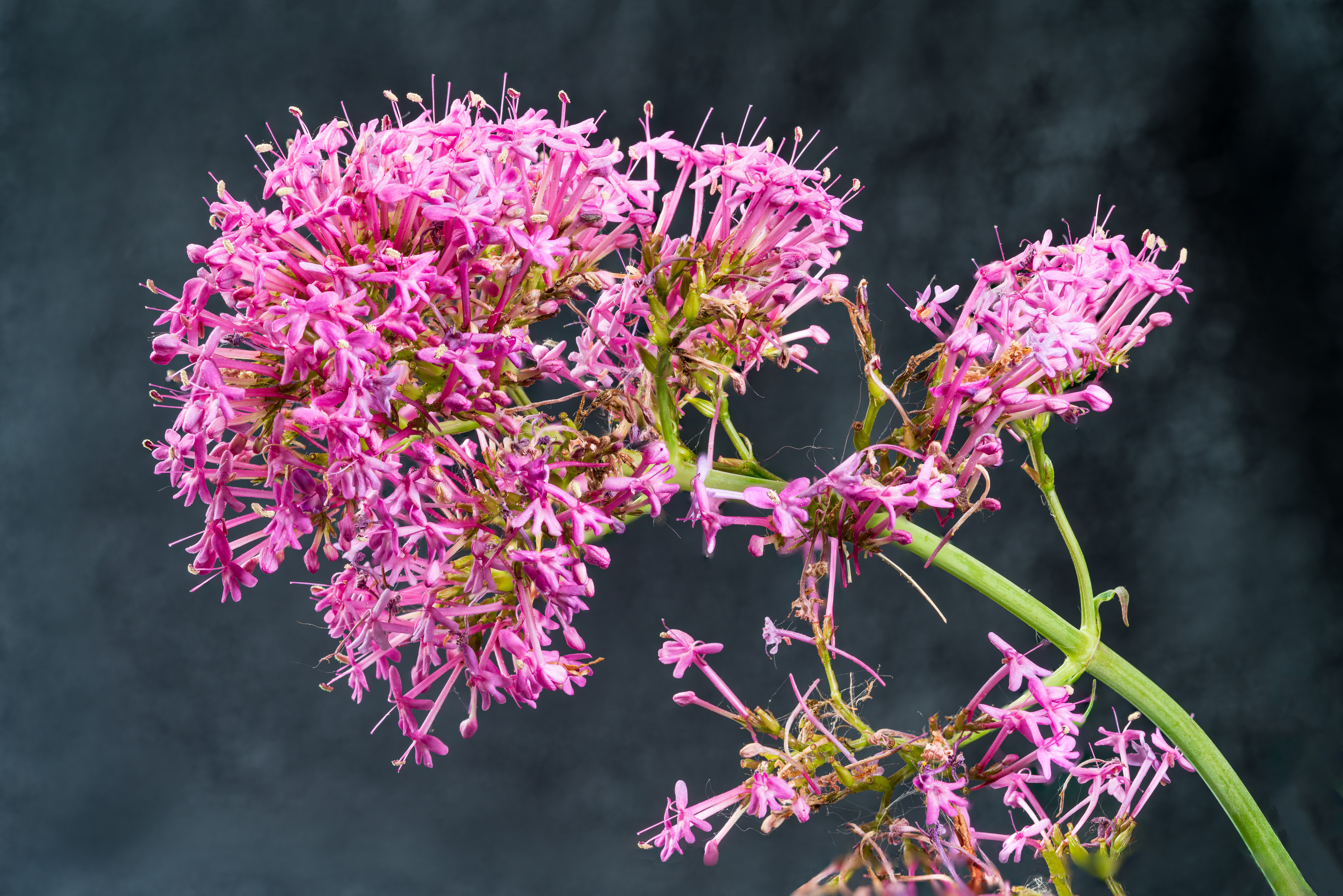
Centranthe à feuilles étroites

Le Centranthe à feuilles étroites (Centranthus angustifolius) est une espèce de plantes herbacées vivaces de la famille des Caprifoliacées (anciennement des Valérianacées).
Comme l'indique son nom, ses feuilles sont étroites, larges de 2 à 5 mm, longues de 8 à 15 mm.
Moins fréquent que le centranthe rouge (Centranthus ruber), il le remplace dans les montagnes de l'ouest du bassin méditerranéen jusqu'à une altitude de 2 400 m. Il apprécie les éboulis calcaires, les rochers... Il fleurit de mai à juillet.